# Fujairah-Club-Stadion
Das Fujairah-Club-Stadion ist ein Fußballstadion in der Stadt Fudschaira in den Vereinigten Arabischen Emiraten. Der Fußballverein al-Fujairah SC nutzt es als Heimspielstätte. Der Dibba al-Fujairah Club trägt gelegentlich Partien im Fujairah Stadium aus. Es wurde am 1. Mai 1986 eröffnet. In den Jahren 1993, 1995 und 2015 wurde es renoviert. Die Haupttribüne besitzt ein Dach. Die drei weiteren Ränge liegen unter freiem Himmel. Mit einer Rasenspielfläche von 105 × 68 m bietet es 10.645 Plätze auf den Rängen. Um das Stadion liegen weitere Fußballplätze.
2013 fanden insgesamt sieben Spiele, darunter ein Viertelfinale, der U-17-Weltmeisterschaft im Stadion statt. Weiter war das Stadion Gastgeber jeweils einer Qualifikationsgruppe für die U-23-Fußball-Asienmeisterschaft 2016 und 2022, bei denen sich jeweils die Mannschaft des Gastgebers als Erster durchsetzen konnte.